# 墓碑

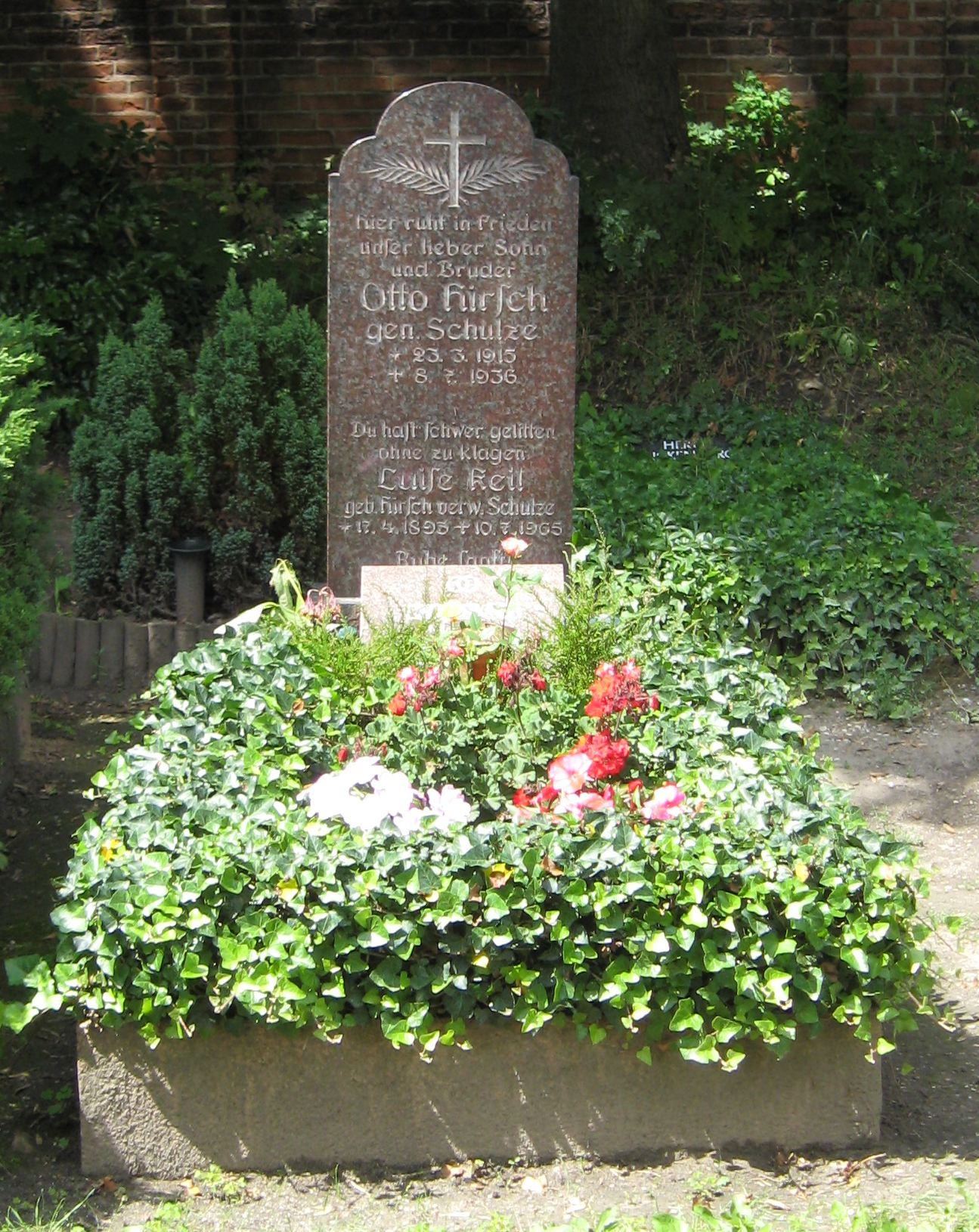
一块墓碑

墓碑是一块立在坟墓上方的碑，一般用石头做成，但也有用水泥或砖制作的墓碑。無論佛教、道教、基督教、犹太教、伊斯兰教在传统上都会在葬礼后为坟墓立墓碑。華人的墓碑上一般会书写逝者的名字與籍貫等。西洋的墓碑往往有生卒年，以及一些个人化的信息，比如格言、墓志銘、辭世詩等。在欧洲许多地方，在墓碑上刻印逝者的照片也是很普遍的。除墓碑外，中国古代墓葬常见的碑刻种类有神道碑、墓碣、墓表等:49。